# Лінаярв
Лінаярв (ест. Linajärv) — озеро в Естонії, що розташоване на острові Сааремаа, у волості Мустьяла.